# مؤسسة النفط الوطنية النيجيرية
مؤسسة النفط الوطنية النيجيرية (بالإنجليزية: Nigerian National Petroleum Corporation)‏ هي شركة نفط حكومية تقوم بتنظيم وصناعة النفط في نيجيريا.